# Gigi (cantante)
Giuliana Gagliano, más conocida por su nombre artístico Gigi, es una cantante y compositora argentina de pop y música urbana.

## Biografía
Nacida en Buenos Aires, Gagliano inició en el mundo de la música desde una temprana edad, formándose en academias de canto, teatro y baile. Empezó su carrera en el año 2019 al componer canciones en estilos el pop, el trap y el reguetón. Ese mismo año estrenó su sencillo debut «Pues dale» y publicó otras canciones como «Bésame», «El Boom» y «Piérdete», esta última con la colaboración del cantante Sok.
En 2020 publicó los sencillos «Ganas de ti» y «No puedo atender» y en 2021 lanzó la canción «El culpable». Colaboró con el artista y productor ecuatoriano Homero Gallardo, reconocido por su trabajo con artistas como Jencarlos Canela, Ozuna, Camilo, Yandel y Pedro Capó, en la versión acústica de su canción «Mejor sin ti», lanzada de 2023. Ese mismo año publicó «Pasada de copas», una canción producida entre Homero Gallardo y el cordobés Rama Bosch.
En junio de 2024 participó en el Festival M en la ciudad de Buenos Aires, compartiendo escenario con las artistas Carolina Minella y Delfina. Dos meses después lanzó el sencillo «La Movie», producido por VIEX y definido como o una mezcla de géneros como el pop, el trap y el reguetón.  Ese mismo año fue incluida en la lista de talentos emergentes de la revista Billboard en su versión argentina y fue nombrada miembro votante de The Latin Recording Academy.
En enero de 2025 anunció el lanzamiento de su primer álbum de estudio, titulado Sunset. De acuerdo con los medios, el disco es «una mezcla de dancehall, reguetón, electrónica y funk».

## Discografía

### Álbumes de estudio
| Año  | Título | Discográfica | Ref.   |
| ---- | ------ | ------------ | ------ |
| 2025 | Sunset | Indpendiente | [ 10 ] |

### Sencillos
| Año  | Título                            | Notas               |
| ---- | --------------------------------- | ------------------- |
| 2019 | «Pues dale»                       |                     |
| 2019 | «Bésame»                          |                     |
| 2019 | «El Boom»                         |                     |
| 2019 | «Piérdete»                        | Con Sok             |
| 2020 | «Ganas de ti»                     |                     |
| 2020 | «No puedo atender»                |                     |
| 2021 | «El culpable»                     |                     |
| 2022 | «Mejor sin ti»                    |                     |
| 2023 | «Mejor sin ti» (versión acústica) | Con Homero Gallardo |
| 2023 | «Pasada de copas»                 |                     |
| 2023 | «Adicta»                          |                     |
| 2024 | «La Movie»                        |                     |